# Bjørn Nielsen
Bjørn (Björn, Bjorn) Nielsen (4 d'octubre de 1907 - 21 de maig de 1949) va ser un mestre d'escacs danès, quatre cops campió de Dinamarca la dècada del 1940.

## Resultats destacats en competició
El 1933, va empatar als llocs 6è-7è a Copenhaguen (Politiken Cup, el campió fou Aron Nimzowitsch), El 1941, va empatar als llocs 5è-6è a Munic (Europaturnier, Gösta Stoltz fou el campió).
Va ser campió de Dinamarca els anys 1941, 1942, 1944 i 1946. El 1947 va compartir el 1r lloc, però va perdre el play-off davant Jens Enevoldsen, 0,5 punts contra 3,5. També va compartir el primer lloc el 1949, però va morir a Herning abans que el play-off contra Poul Hage pogués tenir lloc.

### Participació en competicions per equips
Nielsen va jugar, representant Dinamarca, a les Olimpíades d'escacs següents:
- El 1933, al quart tauler a la 5a Olimpíada a Folkestone (+4 –2 =7);
- El 1935, al segon tauler a la 6a Olimpíada a Varsòvia (+3 –5 =6);
- El 1936, al tercer tauler a la 3a Olimpíada d'escacs no oficial a Munic (+10 –2 =3). Va guanyar la medalla d'or individual a Munic el 1936.